# Anomalon rufopetiolatum
Anomalon rufopetiolatum är en stekelart som beskrevs av Kusigemati 1987. Anomalon rufopetiolatum ingår i släktet Anomalon och familjen brokparasitsteklar. Inga underarter finns listade i Catalogue of Life.